# Coraline
A Coraline Neil Gaiman ifjúsági horror/fantasy regénye, amelyet 2002-ben adott ki a Bloomsbury és a HarperCollins kiadó. 2002-ben Bram Stoker-díjat, 2003-ban pedig Hugo-díjat és Nebula-díjat nyert. 2009-ben Henry Selick rendezett belőle stop-motion filmet Coraline és a titkos ajtó címmel.

## Történet
A fiatal Coraline Jones szüleivel egy régi társasházba költözik. A többi lakó Miss Spulni és Miss Masszív, két idős visszavonult előadóművész, és Mr. Bobo, aki egércirkusza betanításával foglalatoskodik. A Coraline szomszédságában lévő lakás üresen álldogál. Coraline imád felfedező utakra menni, így hamar körbejárja a környéket, ahol rálel egy feneketlen kútra, egy régi teniszpályára, és lát egy fekete macskát. Egy esős nap folyamán, mivel szülei nem érnek rá foglalkozni vele, apja ötletére a házban indul újdonságokat felfedezni, és talál egy bezárt ajtót, mely mögött csak egy téglafal van. Szomszédjai meglátogatása közben Mr. Bobo átad neki egy üzenetet az egerektől: Ne menj át az ajtón! Az idős hölgyeknél való teázás közben Miss Spulni és Miss Masszív veszélyt szimatolnak Coraline jövőjében, mikor jóslatot mondanak a lány teásbögréjéből, ezért adnak neki egy szerencsekövet. Elmondásuk szerint ez láthatóvá teszi a láthatatlant.
A figyelmeztetések ellenére Coraline úgy dönt, hogy amikor egyedül marad otthon, kinyitja az ajtót. Mikor így tesz, az ajtó mögötti téglafalnak hűlt nyomát leli. Helyén egy hosszú átjáró húzódik, melyen átkelve Coraline egy a sajátjukéval megegyező lakásban találja magát. Egyetlen különbség egy hó gömb, ami eredeti otthonában nem volt jelen. Ebben a lakásban a Másik Anya és a Másik Apa lakik, akik az eredeti szüleinek a másolatai, annyi különbséggel, hogy eltúlzott vonásaik, és gomb szemeik vannak. A Másik Világban minden sokkal jobb és szórakoztatóbb, mint Coraline sajátjában. A szülei minden figyelmüket neki szentelik, a játékos ládikája tele van életre kelt játékokkal, melyek mozognak és repülnek, és a Másik Miss Spulni és Miss Masszív egy örökké tartó kabaré műsort adnak elő a lakásukban. Még az eredeti világban a házuk körül bóklászó fekete macska is tud itt beszélni, habár mint kiderül ő nem a Másik Világhoz tartozik, csak képes magától utazgatni a kettő között. A macska figyelmezteti a közelgő veszélyre, de Coraline nem törődik ezzel.
A Másik Anya felkínálja az esélyt, hogy Coraline a Másik Világban maradhat örökre, azzal a feltétellel, ha engedi, hogy gombokat varrjanak a szemére. A megrémült Coraline az átjárón keresztül visszatér otthonába. Visszaérkezve észreveszi, hogy igazi szülei eltűntek. Másnap sem kerülnek elő, viszont a fekete macska ébreszti fel, aki egy tükörben megmutatja Coraline csapdába esett szüleit. Azok a tükörre írva kérnek segítséget lányuktól, melyből Coraline arra a következtetésre jut, hogy a Másik Anya elrabolta őket. Bár fél a visszatéréstől, mégis újra átkel az ajtón, hogy szembenézzen a Másik Anyával, és megmentse szüleit. A macska arra buzdítja, hogy hívja ki a Másik Anyát, mert “az ő fajtája szereti a játékokat és kihívásokat”. A Másik Anya megpróbálja meggyőzni a lányt, hogy maradjon, de Coraline nemet mond, ezért büntetésként bezárják egy tükör mögé.
A sötétben találkozik három gyermek szellemével, akik mind más korból származnak, és akik engedték, hogy a Másik Anya gombot varrjon a szemükre. Elmesélik, hogy a Másik Anya végül rájuk unt, megette a testüket, és félretette a lelküket. A szellem gyerekek könyörögnek, hogy Coraline ne jusson ugyanarra a sorsra, mint ők, segítsen megtalálni a lelküket, hogy elhagyhassák a Másik Világot, és továbbléphessenek.
Miután a Másik Anya kiengedi a tükörből, Coraline felajánl egy játékot, melyben neki meg kell találnia a szellem gyerekek lelkét és a szüleit, melyek mind el vannak rejtve a Másik Világban. Ha Coraline győz, szüleivel és a szellem gyerekekkel együtt szabadon távozhatnak. Ha veszít, hagyja, hogy a Másik Anya gombot varrjon a szemére. A Másik Anya elfogadja Coraline kihívását.
Coraline végigjárja a Másik Világot és legyőzi a Másik Anya által elébe állított összes akadályt, eszét és a Miss Spulnitól kapott követ használva, hogy megtalálja a szellem gyerekek lelkét. A játék végéhez közeledve a szellem gyerekek figyelmeztetik, hogy, még ha Coraline győz is, a Másik Anya nem fogja engedni, hogy elmenjenek. Miután rájön, hogy szülei a hó gömbbe vannak bezárva, Coraline átveri a Másik Anyát, mikor a játék végén meg kell neveznie hol vannak eldugva szülei, és azt mondja, azok az ajtó mögötti átjáróban vannak. Mikor a Másik Anya kinyitja az ajtót, Coraline nekidobja a macskát, megragadja a hó gömböt, és az ajtó kulcsával együtt visszamenekül az igazi világba. Csak úgy sikerül bezárnia az ajtót, hogy közben rácsukja a Másik Anya kezére, és levágja azt. Visszatérve otthonába Coraline biztonságban találja szüleit, akik nem emlékeznek semmire a történtekből.
Azon az éjjelen Coraline álmában találkozik a három szellem gyerekkel, mielőtt azok tovább lépnének a túlvilágra. Figyelmeztetik, hogy még nem végzett feladatával: a Másik Anya levágott keze most Coraline világában van, és próbálja megszerezni a kulcsot a két világ közötti átjáróra nyíló ajtóhoz. Coraline elmegy a házukhoz közeli öreg kúthoz, a kulccsal odacsábítva a Másik Anya kezét. Az belesétál a csapdába, és a kulccsal együtt belezuhan a feneketlen kútba, amit ezután Coraline egy hatalmas kővel lezár. Coraline győzedelmesen hazatér, és felkészül a hétköznapi életre, melyet végül elfogadott és megszeretett.

## Szereplők
- Coraline Jones – A könyv fiatal felfedező hősnője. Kíváncsi, intelligens, találékony, és bátor. Rosszul viseli az esős időt, mikor nem tud kimenni a házból, az őrült felnőtteket, mint amilyenek a szomszédai, és azt, amikor fiatal kora és békés viselkedése miatt nem veszik komolyan. Habár még fiatal korához képest is kicsi, senkivel sem fél szembeszállni, és ő a legkalandosabb személy a könyvben.
- Mrs. Jones – Coraline anyja. Otthonról dolgozik számítógépen. Többnyire elég elfoglalt, és bár néha kevés figyelmet fordít lányára, mégis szereti és törődik vele. Kedves és segítőkész, annak ellenére, hogy Coraline szerint meglehetősen unalmas. E mellett Coraline azért is haragszik anyjára, mert szerinte nem hagyja, hogy beilleszkedjen. A könyv végére a lány újra megbecsüli kapcsolatukat.
- Mr. Jones – Coraline apja. Szintén otthonról dolgozik, szintén számítógépen. Kedves, bátor, segítőkész, és sokat törődik lányával. „Érdekes” ételeket készít, melyektől Coraline undorodik.
- A macska – Egy fekete macska Coraline világából. Mentorként szolgál Coraline számára, és végigkíséri útján. Állítása szerint nincs neve, mivel a macskáknak nincs szükségük nevekre, ahhoz, hogy megkülönböztessék egymást. Szemben a regény sok más karakterével, ő nem rendelkezik Másik Világbeli megfelelővel, mert elmondása alapján más lényekkel szemben a macskák képesek „egyben tartani önmagukat.” Szabadon mozog a világok között, de csak a Másik Anya világában képes beszélni. Nagyon szarkasztikus, de segítőkész is Coraline irányába. A Másik Anya legyőzését szeretné, de fél a gondolattól, hogy abban a világban ragadhat, ezért kerüli a nyílt találkozást vele. Végül Coraline barátja lesz, és segít neki megmenekülni a Másik Anya elől.
- A Másik Anya – A regény főgonosza, aki a Másik Világ nagy részét teremtette. Hasonlóan néz ki Coraline igazi anyjához, de magasabb és vékonyabb, hosszú fekete hajjal, ami látszólag önmagától mozog, gomb szemei vannak, papír-fehér bőre, és különösen hosszú, izgága ujjai, hosszú, sötétvörös körmökkel. Képtelen magától teremteni, csak az igazi világban már meglévőt tudja másolni, eltorzítani és megváltoztatni, mikor létrehozza saját verzióját. Gyerekeket gyűjt, akikre hamar ráun és megharagszik, ezért egy mágikus tükör mögé zárja őket, lassan kiszívva belőlük az életet. Az eredeti szövegben többször hivatkoznak rá, mint "beldam"-ra, ami egy angol középkori szó, jelentése "nagymama", "csúnya idős nő" vagy "banya". Elmondása alapján ő maga tette sírba a saját anyját, mikor az még élt.
- A Másik Apa – A Másik Anya teremtménye, akit arra használt, hogy segítsen Coraline átverésében és ott marasztalásában. Akárcsak az igazi apának, neki is van egy dolgozószobája, ahol a nap folyamán üldögél, és ilyenkor nem beszél lányával. Vele ellentétben azonban a Másik Apa nem dolgozik, hanem csak elfoglalja a szobát, mivel meg van tiltva számára, hogy Coraline-hoz szóljon. Sokkal szórakoztatóbb, mint Coraline igazi apja, és mindig igyekszik vidám és vicces lenni Coraline előtt. Valójában szomorú és ideges. A Másik Anya végül büntetésként egy lárvaszerű lénnyé változtatja, amiért túl sokat árult el Coraline-nak, és csapdaként a pincébe zárja, azzal a paranccsal, hogy kapja el a lányt, így megakadályozva annak győzelmét. Coraline sikeresen megszökik előle.
- Miss April Spulni and Miss Miriam Masszív – Két visszavonult színésznő, akik a Coraline-ék alatti lakásban élnek. Számos öreg skót terrier kutyát tartanak, és színházi zsargonban beszélnek, gyakran emlegetve egykori dicső színésznői karrierjüket. Felismerik a Coraline-t fenyegető veszélyt, miután jövőt jósolnak neki tealevélből, ezért adnak neki egy követ, közepén egy lyukkal, ami segít megvédeni őt. A Másik Világban fiatalok, csinosak, és véget nem érő előadást tartanak a mindenféle kutyából álló nézőközönségnek, akik ott emberként viselkednek. A végső játék alatt egybeolvadt groteszk alakként bebábozódva jelennek meg, míg kutyáik szárnyasan, denevérekként lógnak a plafonról.
- Mr. Bobo (a filmváltozatban "Mr. Bobinsky") – Egy visszavonult cirkuszi művész, aki a Coraline-ék feletti lakásban él. Állítása szerint egereket tanít be egy egércirkuszi előadáshoz, és a könyv során gyakran hoz is tőlük üzenetet Coraline részére. Első alkalommal Coraline azt is kétli, hogy egyáltalán vannak egerei, és nem figyel az üzenetre, amit Mr. Bobo szerint ők küldtek. A Másik Világban lévő párja egerek helyett patkányokat tanít, és ő maga is belőlük van.
- A három szellem gyerek – Két lány és egy fiú, akik a Másik Anya előző áldozatai voltak. A fiú koszos arccal és vörös nadrágot viselve jelenik meg. Az egyik lány szőke haja oldalt két copfba van összefogva, és egy ezüst fejpánt díszíti, a másik lány barna kalapot, és ugyancsak barna ruhát visel. Különböző korokban estek fogságba, még Coraline érkezése előtt, és a tükör mögötti sötétségben lakoznak. Miután Coraline visszaszerzi lelküket, továbbállnak a túlvilágra, de még egyszer utoljára találkoznak vele álmában egy pikniken. Itt Coraline látja valódi megjelenésüket, ők pedig köszönetet mondanak neki, amiért kiszabadította őket a Másik Anya karmai közül, és figyelmeztetik, hogy még nincs minden lezárva.

## Magyarul
- Coraline; ill. Dave McKean, ford. Pék Zoltán; Agave Könyvek, Bp., 2009, 2017, 2020

## Feldolgozások

### Film
A Laika animációs stúdió segítségével Henry Selick rendező bemutatott egy stop motion filmes adaptációt 2009-ben, mely többségében pozitív fogadtatásban részesült. A 82. Oscar-gála alkalmával a filmet Oscar-díjra jelölték legjobb animációs film kategóriában.
A filmben Coraline rövid kék hajjal és szeplősen jelenik meg. Henry Selick hozzáadott a történethez egy Wyborn "Wybie" Lovat nevű szereplőt, aki az igazi világban kezdetben Coraline idegeire megy, de a film végére megkedveli. Wybie A Másik Világban nem tud beszélni, de egy idő után megszegi a Másik Anya parancsait, és Coraline szövetségesévé válik, próbálva segíteni neki a megmenekülésben. A rendező szerint azért volt szükség erre a szereplőre, hogy ne kelljen narrátort alkalmazni, illetve Coraline se beszéljen magában, de mégis elhangozzanak olyan információk, amik a könyvben le voltak írva, és a történet szempontjából fontosak.

### Képregényalbum
2008-ban jelent meg egy képregényalbum adaptáció, melynek illusztrátora P. Craig Russell, szövegezője pedig Todd Klein.

### Musical
2009. május 6-án mutatták be a könyv off-broadway színházi feldolgozását, melynek zenéjét és dalszövegét Stephen Merritt szerezte, forgatókönyvét pedig David Greenspan írta.
A produkció szabad szereposztást alkalmazott; a 9 éves címszereplőt például egy felnőtt, Jayne Houdyshell játszotta.

### Videójáték
2009. január 27-én jelent meg a film alapján készült videójáték PlayStation 2, Nintendo DS és Wii platformokra. A játékban Coraline bőrébe bújhatunk, interakcióba léphetünk más karakterekkel, és lehetőség van mini-játékok játszására. A film sikerével szemben a játék többnyire negatív kritikát kapott.

## Fordítás
- Ez a szócikk részben vagy egészben  a   Coraline című angol Wikipédia-szócikk ezen változatának fordításán alapul.  Az eredeti cikk szerkesztőit annak laptörténete sorolja fel. Ez a jelzés csupán a megfogalmazás eredetét és a szerzői jogokat jelzi, nem szolgál a cikkben szereplő információk forrásmegjelöléseként.